# Theodor Thomsen
Theodor Karl Friedrich Wilhelm Thomsen (20 de marzo de 1904-14 de mayo de 1982) fue un deportista alemán que compitió en vela en la clase Dragon. Participó en tres Juegos Olímpicos de Verano, obteniendo una medalla de bronce en Helsinki 1952 en la clase Dragon.

## Palmarés internacional
| Juegos Olímpicos | Juegos Olímpicos     | Juegos Olímpicos  | Juegos Olímpicos |
| Año              | Lugar                | Medalla           | Clase            |
| ---------------- | -------------------- | ----------------- | ---------------- |
| 1952             | Helsinki (Finlandia) | Medalla de bronce | Dragon           |